# أداد لبناني
الأداد اللبناني أو الكرلينة اللبنانية أو الثُغام اللبناني أو الأشخيص اللبناني (باللاتينية: Carlina libanotica) نوع نباتي ينتمي إلى جنس الأداد من الفصيلة النجمية.

## الموئل والانتشار
موطنه بلاد الشام وقبرص وتركيا.

## مرادفات للاسم العلمي
- (باللاتينية: Carlina involucrata subsp. libanotica (Boiss.) Meusel & Kästner)
- (باللاتينية: Carlina hispanica subsp. galilaea Meusel & Kästner)
- (باللاتينية: Carlina involucrata subsp. cyprica Meusel & Kästner)
- (باللاتينية: Carlina libanotica subsp. microcephala (Post) Meusel & Dittrich)
- (باللاتينية: Carlina corymbosa var. microcephala Post)